# Nadškofijska klasična gimnazija Zagreb
Nadškofijska klasična gimnazija Zagreb (hrvaško Nadbiskupska klasična gimnazija Zagreb) je gimnazija v Zagrebu, ki je bila ustanovljena leta 1920 s strani Nadškofije Zagreb.

## Zgodovina
Klasična gimnazija je nastala s preimenovanjem Naškofijskega liceja (ustanovljen leta 1854), ki je deloval v sklopu Bogoslovnega semenišča Zagreb. Leta 1922 je bila šola preimenovana v Nadškofijska velika gimnazija, leta 1931 pa je postala javna šola.
Med letoma 1948 in 1991 je bila šola ukinjena; v zgradbi je delovala vojaška bolnišnica. Po razpadu Jugoslavije je gimnazija ponovno pričela delovati. Leta 2003 so spremenili statut šole, tako da so prvič sprejeli tudi dekleta.

## Zanimivosti
Je edina srednja šola na Hrvaškem, ki ima lastni observatorij.